# Lo straniero/Giuseppe
Lo straniero/Giuseppe è un singolo del Cantante franco-greco Georges Moustaki, pubblicato nel settembre 1969 dalla Polydor.

## Descrizione
La title track è una traduzione in italiano, a opera di Bruno Lauzi e con l'arrangiamento di Alain Goraguer, del successo di Moustaki in francese Le Métèque, già pubblicato come singolo nello stesso 1969.
Il singolo è stato pubblicato dall'etichetta discografica Polydor, in formato 7" a 45 giri, con numero di catalogo NH 59824. Alla fine del 1969 è risultato il 45 giri più venduto dell'anno in Italia.

## Tracce
1. Lo Straniero (Le Meteque) – 2:27 (Georges Moustaki, Bruno Lauzi)
2. Giuseppe (Joseph) – 2:24 (Georges Moustaki, Bruno Lauzi)